# 林学钰
林学钰（1937年3月6日—），中国水文地质和环境水文地质学家。出生于上海。籍贯福建福州。1957年毕业于长春地质学院水文地质及工程地质系。1997年当选为中国科学院院士。曾任华东师范大学河口海岸学国家重点实验室学术委员会副主任，吉林大学水资源与环境研究所所长、环境与资源学院院长、长春地质学院副院长。